# Georges Redard
Georges Redard (* 4. April 1922 in Neuenburg; † 24. Januar 2005 in Kirchlindach) war ein Schweizer Linguist und Indogermanist.

## Leben
Georges Redard studierte von 1940 bis 1943 an der Universität Neuenburg (1949 Dr. phil. hist.) und von 1945 bis 1948 an der École pratique des hautes études. An der Universität Neuenburg war er ab 1948 Lehrbeauftragter, 1951 bis 1960 ao. Professor, 1961 bis 1976 o. Professor, zugleich war er an der Universität Bern 1954 bis 1958 ao. Professor, 1959 bis 1989 o. Professor und 1971/72 Rektor.
1986 wurde er  korrespondierendes Mitglied der Académie des inscriptions et belles-lettres, 2001 Dr. h. c. der Universität Genf.

## Schriften (Auswahl)
- Les noms grecs en -itēs, -tis et principalement en -itēs, -itis. Étude philologique et linguistique. Paris 1949, OCLC 759749712.
- Recherches sur Chrē, Chrēsthai. Étude sémantique. Paris 1953, OCLC 923960830.
- (Hrsg.): Indo-Iranica. Mélanges présentés à Georg Morgenstierne à l'occasion de son soixante-dixième anniversaire. Wiesbaden 1963, OCLC 419838051.
- Afghanistan. Zürich 1974, OCLC 759749712.